# Herbert Henry Asquith
Herbert Henry Asquith (Morley, 12 september 1852 – Londen, 15 februari 1928) was een Britse politicus en eerste minister.

## Leven
Asquith studeerde aan de universiteit van Oxford, werd in 1876 toegelaten tot de balie en had vanaf 1880 een advocatenpraktijk. Hij huwde tweemaal, zijn eerste vrouw overleed vroegtijdig in 1891, en had in totaal zes kinderen.
In 1886 werd hij voor een district in Schotland verkozen tot lid van het Lagerhuis voor de liberale partij. Hij zetelde er tot in 1918 en opnieuw van 1920 tot 1924.
Van 1892 tot 1895 was hij minister van Binnenlandse Zaken in de vierde regering-Gladstone, een functie die hij behield onder eerste minister Archibald Primrose. Na de conservatieve regering van Arthur James Balfour werd Asquith in 1905 minister van Financiën onder premier Henry Campbell-Bannerman.

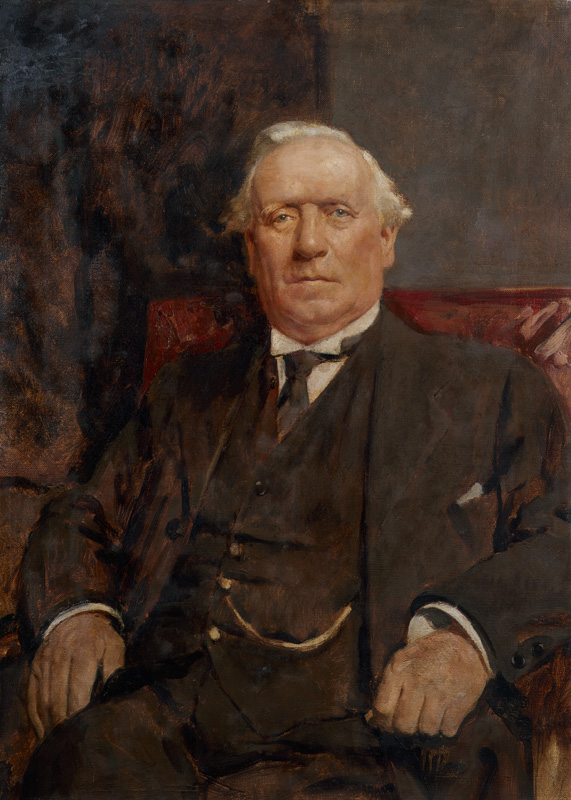
Asquith, geportretteerd door André Cluysenaar

Toen Campbell-Bannermann in april 1908 wegens ziekte aftrad, volgde Asquith hem op. Tijdens zijn regering kwamen belangrijke sociale hervormingen tot stand, zoals een wet op het ouderdomspensioen. Tevens verwezenlijkte Asquith de Home Rule Act, die voorzag in zelfbestuur voor Ierland. Het uitbreken van de Eerste Wereldoorlog belette echter de uitvoering.
Asquith verklaarde op 4 augustus 1914 aan Duitsland de oorlog, onder meer om de Belgische neutraliteit te verdedigen. In mei 1915 verruimde hij zijn kabinet met leden uit de conservatieve oppositie, onder wie ex-premier Balfour die Winston Churchill opvolgde als First Lord of the Admiralty. Tijdens zijn regering voltrokken zich militaire catastrofes zoals de landing bij Gallipoli 1915 en de slag bij de Somme 1916 en de Ierse Paasopstand in 1916. Hierdoor moest in december 1916 Asquith dan ook plaats maken voor David Lloyd George.
Vanaf 1925 had hij zitting in het Hogerhuis nadat hij als graaf van Oxford en Asquith in de adelstand was verheven. Tevens was hij van 1908 tot 1926 partijleider van de Liberale Partij.
Hij overleed in 1928 op 75-jarige leeftijd en werd begraven op All Saints Churchyard te Sutton Courtenay.